# Le Chalet (opera)
 Le Chalet  is een opéra comique van Adolphe Adam in één bedrijf naar een libretto van Eugène Scribe en Anne-Honoré-Joseph Duveyrier genoemd: Mélesville, gebaseerd op Jery und Bäteli een singspiel geschreven door Goethe.
De eerste opvoering was op 25 september 1834 in Parijs, in de Opéra-Comique. Het werk werd in hetzelfde theater in 1873 voor de duizendste maal opgevoerd.

## Rolverdeling
- Daniel, een jonge boer - tenor
- Max, een Zwitserse officier - bariton
- Bettly, een jonge boerin - mezzosopraan
- Soldaten, boeren en boerinnen

## Synopsis
Het verhaal speelt zich af in het kanton Appenzell tijdens de napoleontische oorlog.